# 広部和三郎
広部 和三郎（廣部 和三郎、ひろべ わさぶろう、旧姓・野崎、1864年3月15日〈元治元年2月8日〉 - 没年不明）は、日本の商人（木綿染糸商）、実業家。族籍は東京府平民。

## 経歴
東京府平民・野崎小左衛門の二男。1894年、先代ヨシの入夫となる。1896年、家督を相続する。木綿染糸商を営む。
広部拓殖代表社員、広部鉱業常務取締役・同取締役をつとめる。

## 人物
住所は東京市日本橋区本町一丁目、日本橋区本銀町一丁目、東京府豊多摩郡渋谷町大字中渋谷。

## 家族・親族
広部家
- 妻・よし子[1]あるいはヨシ[2]（1869年 - ?、東京、広部清左衛門の二女）[2]
- 男・貞二（1899年 - ?）[2]
- 二男[2]
- 長女[2]

親戚
- 広部清左衛門（質商）[7]
- 広部清兵衛（広部銀行頭取）[4][7]
- 広部清一郎（広部鉱業社長）